# Генрі Петтен
Генрі Петтен (англ. Henry Patten; нар. 6 травня 1996, Колчестер, Сполучене Королівство) — британський тенісист, що спеціалізується на парній грі, чемпіон Вімблдону 2024 у парі. 
Особливих успіхів Петтен добився, відколи почав грати в парі з фіном Гаррі Геліоваарою. Саме цей дует виграв Вімблдон 24. 

## Значні фінали

### Фінали турнірів Великого шолома

#### Парний розряд: 1 титул
| Результат | Рік  | Турнір               | Поверхня | Партнер          | Супротивники                 | Рахунок                        |
| --------- | ---- | -------------------- | -------- | ---------------- | ---------------------------- | ------------------------------ |
| Перемога  | 2024 | Вімблдонський турнір | Трава    | Гаррі Геліоваара | Макс Перселл Джордан Томпсон | 6–7(7–9), 7–6(10–8), 7–6(11–9) |

## Фінали турнірів ATP

### Парний розряд: 9 (5 титулів, 4 поразки)
| Легенда                |
| ---------------------- |
| Grand Slam (2–0)       |
| ATP Masters 1000 (0–0) |
| ATP 500 Series (0–2)   |
| ATP Серія 250 (3–2)    |

| За поверхнею |
| ------------ |
| Хард (2–2)   |
| Грунт (2–2)  |
| Трава (1–0)  |

| Результат | В–П | Дата     | Турнір                                            | Статус     | Поверхня   | Партнер          | Супротивники                    | Рахунок                        |
| --------- | --- | -------- | ------------------------------------------------- | ---------- | ---------- | ---------------- | ------------------------------- | ------------------------------ |
| Поразка   | 0–1 | Кві 2023 | U.S. Men's Clay Court Championships, США          | Серія 250  | Грунт      | Джуліан Кеш      | Макс Перселл Джордан Томпсон    | 6–4, 4–6, [5–10]               |
| Перемога  | 1–1 | Кві 2024 | Grand Prix Hassan II, Марокко                     | Серія 250  | Грунт      | Гаррі Геліоваара | Алексадр Ерлер Лукас Мідлер     | 3–6, 6–4, [10–4]               |
| Поразка   | 1–2 | Кві 2024 | Romanian Open, Румунія                            | Серія 250  | Грунт      | Гаррі Геліоваара | Садіо Думбія Фаб'єн Ребуль      | 3–6, 5–7                       |
| Перемога  | 2–2 | Тра 2024 | ATP Lyon Open, Франція                            | Серія 250  | Грунт      | Гаррі Геліоваара | Юкі Бгамбрі Альбано Оліветті    | 3–6, 7–6(7–4), [10–8]          |
| Перемога  | 3–2 | Лип 2024 | Wimbledon Championships, Сполучене Королівство    | Грендслем  | Трава      | Гаррі Геліоваара | Макс Перселл Джордан Томпсон    | 6–7(7–9), 7–6(10–8), 7–6(11–9) |
| Поразка   | 3–3 | Жов 2024 | China Open, КНР                                   | 500 Series | Тверде     | Гаррі Геліоваара | Сімоне Болеллі Андреа Вавассорі | 6–4, 3–6, [5–10]               |
| Перемога  | 4–3 | Жов 2024 | Stockholm Open, Швеція                            | 250 Series | Тверде (i) | Гаррі Геліоваара | Петр Ноуза Патрік Рікль         | 7–5, 6–3                       |
| Перемога  | 5–3 | 2025     | Відкритий чемпіонат Австралії з тенісу, Австралія | Grand Slam | Тверде     | Гаррі Геліоваара | Сімоне Болеллі Андреа Вавассорі | 6–7(16–18), 7–6(7–5), 6–3      |
| Поразка   | 5–4 | Бер 2025 | Dubai Tennis Championships, ОАЕ                   | 500 Series | Тверде     | Гаррі Геліоваара | Юкі Бгамбрі Олексій Попирин     | 6-3, 6-7(12-14), [8-10]        |